# Перша хорватська футбольна ліга 2009–2010
Сезон 2009-10 у Першій хорватській футбольній лізі — футбольне змагання у найвищому дивізіоні чемпіонату Хорватії, що проходило між 24 серпня 2009 та 13 травня 2010 року. Став 19-м сезоном з моменту заснування турніру. Порівняно з попереднім сезоном лігу було розширено з 12 до 16 команд. Формат змагання передбачав, що три найгірші за результатами сезону клуби полишать Першу лігу і на їх місця підвищаться у класі три представники Другої ліги. Втім, «Загреб», який фінішував 14-м, зберіг за собою місце в елітному дивізіоні, оскільки лише два з трьох найкращих клубів Другої ліги змогли отримати ліцензії Хорватського футбольного союзу, необхідні для виступів у Першій лізі.
Переможцем турніру стало загребське «Динамо», яке здобуло свій п'ятий поспіль чемпіонський титул та стало загалом 12-разовим чемпіоном Хорватії.
| Чемпіон Хорватії 2009/2010   |
| ---------------------------- |
| «Динамо» (Загреб) 12-й титул |

## Підсумкова турнірна таблиця
| Місце | Клуб              | І  | В  | Н  | П  | Голи  | О  |
| ----- | ----------------- | -- | -- | -- | -- | ----- | -- |
| 1.    | «Динамо» З        | 30 | 18 | 8  | 4  | 70:20 | 62 |
| 2.    | «Хайдук»          | 30 | 17 | 7  | 6  | 50:21 | 58 |
| 3.    | «Цибалія»         | 30 | 16 | 9  | 5  | 46:20 | 57 |
| 4.    | «Шибеник»         | 30 | 14 | 8  | 8  | 34:37 | 50 |
| 5.    | «Карловац»        | 30 | 12 | 11 | 7  | 32:23 | 47 |
| 6.    | «Осієк»           | 30 | 13 | 8  | 9  | 49:36 | 47 |
| 7.    | «Славен Белупо»   | 30 | 11 | 10 | 9  | 44:45 | 43 |
| 8.    | «Локомотива»      | 30 | 12 | 6  | 12 | 35:38 | 42 |
| 9.    | «Рієка»           | 30 | 10 | 10 | 10 | 49:44 | 40 |
| 10.   | «Вартекс»         | 30 | 9  | 9  | 12 | 36:43 | 36 |
| 11.   | «Істра 1961»      | 30 | 9  | 8  | 13 | 31:40 | 35 |
| 12.   | «Задар»           | 30 | 9  | 7  | 14 | 27:41 | 34 |
| 13.   | «Інтер» З         | 30 | 10 | 3  | 17 | 36:50 | 33 |
| 14.   | «Загреб»          | 30 | 9  | 6  | 15 | 43:49 | 33 |
| 15.   | «Меджимур'є»      | 30 | 8  | 5  | 17 | 37:61 | 29 |
| 16.   | «Кроація Сесвете» | 30 | 3  | 5  | 22 | 30:81 | 14 |

## Бомбардири
18 голів
- Давор Вугрінець («Загреб»)

17 голів
- Сеніяд Ібричич («Хайдук»)

15 голів
- Асім Сехич («Істра 1961»)

14 голів
- Ніно Буле («Локомотива»)
- Маріо Манджукич («Динамо» З)

13 голів
- Боян Голубович («Меджимур'є»)
- Педро Моралес («Динамо» З)

11 голів
- Мілан Бадель («Динамо» З)
- Мілєнко Мумлек («Вартекс»)
- Ермін Зек («Шибеник»)